# TT239
TT239 (Theban Tomb 239) è la sigla che identifica una delle Tombe dei Nobili ubicate nell'area della cosiddetta Necropoli Tebana, sulla sponda occidentale del Nilo dinanzi alla città di Luxor, in Egitto. Destinata a sepolture di nobili e funzionari connessi alle case regnanti, specie del Nuovo Regno, l'area venne sfruttata, come necropoli, fin dall'Antico Regno e, successivamente, sino al periodo Saitico (con la XXVI dinastia) e Tolemaico.

## Titolare
TT239 era la tomba di:
| Titolare | Titolo                                 | Necropoli       | Dinastia/Periodo                              | Note                                                                 |
| -------- | -------------------------------------- | --------------- | --------------------------------------------- | -------------------------------------------------------------------- |
| Penhet   | Governatore delle terre settentrionali | Dra Abu el-Naga | XVIII dinastia (Thutmosi IV - Amenhotep II ?) | collina settentrionale; a circa 10 m sopra e a nord-ovest della TT13 |

## Biografia
Unica notizia ricavabile, il nome della moglie, Hetepti.

## La tomba
Planimetricamente la tomba si sviluppa con forma a "T" rovesciata tipica delle sepolture del periodo, ma in luogo del corridoio perpendicolare all'ingresso, oltre la sala trasversale, si trova una sala con quattro pilastri; scene parietali leggibili solo nella sala trasversale: (1 in planimetria) il defunto e la moglie (?) seduti e frammenti di testo; sul lato corto e proseguendo sul lato adiacente (2-3), su tre registri, dinanzi al re (?) personaggi siriani recanti tributi di vasi floreali, lingotti di metallo (tra gli altri, un uomo porta sulle spalle un bambino), e cavalli. Su altra parete (4) parte alta molto danneggiata; in basso un uomo in offertorio verso un altro seduto; sul lato corto (5) imitazione di stele in granito con i resti di una doppia scena del defunto e della moglie dinanzi a divinità e un uomo che offre libagioni alla coppia. Poco oltre (6) resti di tre registri con piante, il defunto con una scorta militare e due barche a vela.

### Annotazioni
1. ↑  La numerazione dei locali e delle pareti segue quella di Porter e Moss 1927, p. 326.
2. ↑  La prima numerazione delle tombe, dalla numero 1 alla 253, risale al 1913 con l'edizione del Topographical Catalogue of the Private Tombs of Thebes di Alan Gardiner e Arthur Weigall. Le tombe erano numerate in ordine di scoperta e non geografico; ugualmente in ordine cronologico di scoperta sono le tombe dalla 253 in poi.
3. ↑  I campi della Duat, ovvero l'aldilà egizio, si trovavano, secondo le credenze, proprio sulla riva occidentale del grande fiume.
4. ↑  Nella sua epoca di utilizzo, l'area era nota come "Quella di fronte al suo Signore" (con riferimento alla riva orientale, dove si trovavano le strutture dei Palazzi di residenza dei re e i templi dei principali dei) o, più semplicemente, "Occidente di Tebe".
5. ↑  Le Tombe dei Nobili, benché raggruppate in un'unica area, sono di fatto distribuite su più necropoli distinte.
6. ↑  Le note, sovente di inquadramento topografico della tomba, sono tratte dal Topographical Catalogue di Gardiner e Weigall, ed. 1913 e fanno perciò riferimento alla situazione dell'epoca.

### Fonti
1. ↑  Gardiner e Weigall 1913.
2. ↑  Donadoni 1999,  p. 115.
3. ↑  Gardiner e Weigall 1913, p. 38.
4. 1 2 3  Porter e Moss 1927,  p. 330.
5. ↑  Gardiner e Weigall 1913, pp. 38-39.
6. ↑  Gardiner e Weigall 1913, p. 39.